# Registry of Toxic Effects of Chemical Substances
Die Registry of Toxic Effects of Chemical Substances (RTECS) ist eine Datenbank toxikologischer Informationen. Die Datenbank wurde bis Januar 2001 vom US-amerikanischen National Institute for Occupational Safety and Health (NIOSH) betrieben und wird nun vom Unternehmen Elsevier MDL kostenpflichtig weiterbetrieben.